# Воронецкий, Валерий Иосифович
Вале́рий Ио́сифович Вороне́цкий (бел. Вале́рый Іо́сіфавіч Варане́цкі, род. 14 октября 1963 года, Минск, Белорусская ССР, СССР) — белорусский дипломат, государственный и политический деятель, депутат Палаты представителей Национального Собрания Республики Беларусь VI и VII созывов (с 2016 года).

## Биография
Родился 14 октября 1963 года в городе Минске. Окончил с отличием Белорусский национальный технический университет (1985 г.), аспирантуру этого университета (1990 г.) и Дипломатическую академию Министерства иностранных дел Российской Федерации (1995), специализация: международные экономические отношения. Кандидат экономических наук.
1985—1987 годы — преподаватель Минского политехнического колледжа.
1987—1993 годы — работа на выборных должностях в республиканских молодежных организациях.
1993—1995 годы — слушатель Дипломатической академии Министерства иностранных дел Российской Федерации.
1995—1996 годы — советник по вопросам внешней политики Администрации Президента Республики Беларусь.
1996—2000 годы — советник посольства Республики Беларусь в Королевстве Бельгия, Представительство Республики Беларусь при Европейских сообществах.
2000—2002 годы — начальник управления внешней политики администрации президента Республики Беларусь.
2002—2006 годы — чрезвычайный и полномочный посол Республики Беларусь в Словацкой Республике.
2006—2011 годы — заместитель Министра иностранных дел Республики Беларусь.
2011—2016 годы — чрезвычайный и полномочный посол Республики Беларусь в Австрийской Республике и в Республике Хорватия по совместительству / постоянный представитель Республики Беларусь при международных организациях в Вене / Постоянный представитель Республики Беларусь при ОБСЕ. 13 октября 2016 года освобожден от должности Посла в связи с переходом на выборную должность.
11 октября 2016 года был избран депутатом Палаты представителей Национального собрания Республики Беларусь VI созыва по Свислочскому избирательному округу Минска № 94, набрав 40,7 % голосов, опередив следующих кандидатов: режиссёра Юрия Хащеватского, Олега Гайдукевича, Владимира Новосяда.
В феврале 2018 года, накануне столетия провозглашения Белорусской народной республики, дал положительную оценку данному событию, заявив в интервью:
Провозглашение Белорусского Народной Республики — значительное событие в истории нашего народа. [...] это вполне естественно и закономерно, что белорусы, имея такую богатую историю своей государственности, захотели отстроить свою страну и объявили об этом всему миру.
БНР — это был белорусский проект — не немецкий и не советский. И если провести параллели, а они напрашиваются сами собой, сегодняшняя независимая и суверенная Беларусь — это также белорусский проект, наш, общенародный.
Еще сто лет назад эта территория называлась просто Северо-Западным краем Российской империи, за сравнительно короткое время мы отстроили свое национальное государство — суверенное и независимое. А сколько в мире еще народов, которые очень хотели бы, но не имеют своего собственного дома, своего государства? А мы, белорусы сумели это сделать.
17 ноября 2019 года был повторно избран депутатом Палаты представителей Национального собрания Республики Беларусь VII созыва по тому же Свислочскому округу № 94 города, набрав 56,9 % голосов избирателей (на 16,2 % больше, чем в 2016 году).
22 августа 2020 года заявил о необходимости дать правовую оценку по всем фактам издевательств и насилия над людьми во время и после акций протеста, а также о привлечении к ответственности виновных. По его мнению, важно, чтобы информация о допущенных нарушениях со стороны должностных лиц органов внутренних дел и принятых к ним мерам реагирования своевременно представлялась для освещения в СМИ.

## Награды
- Медаль «За укрепление парламентского сотрудничества» (21 ноября 2019 года, Межпарламентская ассамблея СНГ) — за особый вклад в развитие парламентаризма, укрепление демократии, обеспечение прав и свобод граждан в государствах — участниках Содружества Независимых Государств[10]
- Медаль «МПА СНГ. 25 лет» (27 марта 2017 года, Межпарламентская ассамблея СНГ) — за заслуги в деле развития и укрепления парламентаризма, за вклад в развитие и совершенствование правовых основ функционирования Содружества Независимых Государств, укрепление международных связей и межпарламентского сотрудничества[11]
- Почётная грамота Совета МПА СНГ (12 апреля 2018 года, Межпарламентская ассамблея СНГ) — за активное участие в деятельности Межпарламентской Ассамблеи и её органов, вклад в укрепление дружбы между народами государств — участников Содружества Независимых Государств[12].